# Cargotec
Cargotec — финский концерн-производитель подъёмного оборудования для обработки грузов при местной транспортировке, на терминалах, в портах, распределительных центрах и на судах. Заводы-изготовители концерна располагаются в Финляндии, Швеции, США, Нидерландах и Польше.
Осенью 2012 года концерн приступил к сокращению 245 рабочих мест (из них 130 в Финляндии) «в связи с необходимостью повышения рентабельности бизнеса».

## Продукция
- краны-манипуляторы
- гидроманипуляторы
- вилочные погрузчики
- гидролифты
- мультилифты и системы сменных кузовов для мультилифтов
- лесные краны
- краны для сбора отходов
- ричстакеры
- терминальные тягачи
- козловые краны
- автоконтейнеровозы
- штабелеры
- портальные краны-перегружатели

## Руководство
Председатель совета директоров
- Илкка Эрлин

Исполнительный директор
- Микаэль Мякинен
- Мика Вехвиляйнен[фин.] (с 1 марта 2013)[1]